# Vlag van Meijel

Vlag van de gemeente Meijel
(1966-2010)

De vlag van Meijel is op 13 juni 1966 bij raadsbesluit vastgesteld als de gemeentelijke vlag van de voormalige Limburgse gemeente Meijel. Sinds 1 januari 2010 is de vlag niet langer als gemeentevlag in gebruik omdat Meijel opging in de nieuw gevormde gemeente Peel en Maas. De vlag kan als volgt worden beschreven:
Twee banen van gelijke lengte van blauw en geel; in de broekhoek drie liggende gele blokken, verticaal gestapeld.
De kleuren zijn ontleend aan het gemeentewapen. De drie blokken stellen turf voor, en verwijzen naar de turfwinning, die in de Peel werd gewonnen en een belangrijke bron van inkomsten was.

## Verwante afbeeldingen

Het wapen van Meijel

Ambt Montfort 
· Amby 
· Arcen en Velden 
· Baexem 
· Beegden 
· Belfeld 
· Bemelen 
· Berg en Terblijt 
· Bocholtz 
· Born 
· Broekhuizen 
· Cadier en Keer 
· Echt 
· Eijsden 
· Elsloo 
· Eygelshoven 
· Geleen 
· Grathem 
· Grubbenvorst 
· Haelen 
· Heel 
· Heel en Panheel 
· Heer 
· Helden 
· Herten
· Heythuysen 
· Hoensbroek 
· Horn 
· Horst 
· Hulsberg 
· Hunsel 
· Kessel 
· Klimmen 
· Limbricht 
· Linne 
· Maasbracht 
· Maasbree 
· Margraten 
· Meerlo-Wanssum 
· Meijel 
· Melick en Herkenbosch 
· Montfort 
· Munstergeleen 
· Neer 
· Nieuwenhagen 
· Nieuwstadt 
· Nuth 
· Ohé en Laak 
· Onderbanken 
· Ottersum 
· Posterholt 
· Roggel 
· Roggel en Neer 
· Schaesberg 
· Schinnen 
· Sevenum 
· Sint Odiliënberg 
· Sittard 
· Stevensweert 
· Stramproy 
· Susteren 
· Swalmen 
· Tegelen 
· Thorn 
· Ubach over Worms 
· Ulestraten 
· Urmond 
· Valkenburg-Houthem 
· Vlodrop 
· Wessem 
· Wittem